# Alexander Ferdinand von Mellentin
Alexander Ferdinand von Mellentin (* 16. September 1759 in Zwickau, anderes Geburtsjahr: 1757; † 16. Februar 1823 in Dresden) war ein königlich-sächsischer Generalmajor.

## Leben

### Herkunft
Alexander Ferdinand von Mellentin entstammte einem alten Adelsgeschlecht und war der Sohn von George Dietrich von Mellentin († 1768), Hauptmann in einem Infanterie-Regiment, der 1764 in Pension ging, und dessen Ehefrau, eine geborene von Schleinitz.

### Militärkarriere
Nach dem frühen Tod seines Vaters wurde er von einem Verwandten seiner Mutter aufgenommen; im Alter von vierzehn Jahren trat er 1773 als Kadett in das Infanterie-Regiment Prinz Maximilian ein. 1775 kam er in die adelige Ritterakademie, das Kadetten-Korps, in Dresden. 1777 erfolgte sein Beförderung zum Unteroffizier und 1780 wurde er als Souslieutnant zum Infanterie-Regiment Prinz Gotha versetzt, dort wurde er 1791 als Premierlieutenant auf die Stelle des Regiments-Adjutanten befördert. In dieser Zeit nahm er 1793 und 1796 an den Feldzügen gegen das revolutionäre Frankreich teil. 1799 erfolgte seine Beförderung zum Hauptmann und Kompaniechef. 1805 wurde er zum Major ernannt und war 1806 an der Schlacht bei Jena beteiligt.
Nachdem das Königreich Sachsen dem Rheinbund beigetreten war, musste sein Bataillon an dem Schlesischen Feldzug teilnehmen. Nachdem er im Frühjahr 1809 zum Oberstleutnant befördert worden war, erfolgte seine Versetzung zum Infanterie-Regiment Prinz Clemens. Weil der Regimentskommandeur Karl Christian Erdmann von Le Coq inzwischen zum Generalmajor befördert worden war und eine Brigade übernommen hatte, wurde Alexander Ferdinand von Mellentin Kommandeur des Infanterie-Regiments, das kurz darauf unter dem Oberbefehl des französischen Marschalls Karl XIV. Johann am Feldzug gegen Österreich teilnahm; in der Schlacht bei Wagram am 5. und 6. Juli 1809 verlor das Regiment sieben Offiziere. Nach den Kämpfen erkrankte er ernsthaft und konnte erst im Herbst seinen Dienst wieder antreten. Anfang 1810 kehrten die sächsischen Truppen aus Österreich nach Sachsen zurück und er wurde am 20. Februar 1810 zum Oberst befördert.
1812 nahm sein Regiment, unter Führung von Generalmajor Friedrich Gottlob von Steindel, am Russlandfeldzug teil und kämpfte in der Schlacht bei Podobna und bei den Gefechten am 11. Oktober 1812 an der Lesna, am 18. Oktober 1812 bei Biala, am 15. und 16. November 1812 bei Wolkowysk und am 13. Februar 1813 in der Schlacht bei Kalisch.
Alexander Ferdinand von Mellentin war der einzige sächsische Oberst, der sein Regiment, auch wenn es nur noch aus einem Zehntel bestand, nach Dresden zurückführen konnte. Bereits im Mai 1813 mussten sich sächsische Truppen wieder der französischen Armee anschließen. Er übernahm, am 14. Mai 1813 zum Generalmajor ernannt, die erste Brigade der sächsischen Division. Er nahm an der Schlacht bei Bautzen, an der Schlacht bei Reichenbach und Markersdorf und Leopoldshain, der Schlacht bei Großbeeren am 23. August 1813 und der Schlacht bei Dennewitz am 6. September 1813, teil. Während der Kämpfe bei Dennewitz nahm er mit seiner Brigade mehrmals das Dorf Gölsdorf ein, bevor er der Übermacht weichen musste.
Am 22. September 1813 übernahm er das Kommando der sächsischen Truppen, die sich in der Festung Torgau befanden. Als nun eine Belagerung der Stadt durch die Preußen zu erwarten war, hatte er eine Unterredung mit dem französischen Gouverneur Louis Marie de Narbonne-Lara, in der er darum bat, mit seinen sächsischen Soldaten die Stadt zu verlassen, weil sich die sächsische Armee vermutlich mit den Preußen verbünden würden und sich dann im Blockade-Korps aufhalten würden; er erhielt den freien Abzug mit Gepäck und Waffen. Daraufhin führte er ungefähr 1.000 Mann zum sächsischen Hauptquartier nach Leipzig und eilte dann nach Dresden, als Kommandant der sich dort sammelnden Ersatztruppen.
Nach der Rückkehr des Königs Friedrich August I. von Sachsen 1815 erhielt er das Kommando über eine Infanterie-Brigade und kommandierte die Brigade bis zu seiner Ernennung zum Kommandanten von Dresden und Neustadt am 6. August 1822.

### Familie
Alexander Ferdinand von Mellentin blieb zeitlebens unverheiratet.

## Auszeichnungen
- Für seine Tapferkeit in der Schlacht bei Wagram erhielt er am 4. August 1809 das Ritterkreuz des St. Heinrichs-Ordens.
- Am 13. Februar 1822 feierte er noch sein fünfzigjähriges Dienstjubiläum und erhielt dafür einen Tag später von König Friedrich August I. das Kommandeurkreuz des St. Heinrich-Ordens.

## Schriften (Auswahl)
- Dem Hn. General-Major und Brigadier von Mellentin bei seiner Dienst-Jubelfeier von dem Leib-Infanterie-Regiment gewidmet. Dresden, 1822.